# Wilhelm Auler
Gustav Wilhelm Auler (* 3. Oktober 1883 in Simmern/Hunsrück; † 21. März 1955 in Gießen) war ein deutscher Wirtschaftswissenschaftler.

## Leben
Nach dem Abitur als Externer am Realgymnasium und einer kaufmännischen Lehre studierte Wilhelm Auler Betriebswirtschaftslehre an der Universität Frankfurt. 1911 wurde er Mitglied des Corps Moenania Frankfurt. 1912 legte er das Kaufmannsexamen und 1916 das Handelslehrerexamen ab. Am Ersten Weltkrieg nahm er als Leutnant teil und wurde mit dem Ehrenabzeichen für Frontkämpfer, dem Verwundetenabzeichen und dem Eisernen Kreuz II. Klasse ausgezeichnet. 1919 wurde er in Frankfurt zum Dr. rer. pol. promoviert. 1920 hatte er einen Lehrauftrag in Frankfurt und 1921 in Darmstadt. Nach seiner Habilitation 1922 und weiterer Assistententätigkeit in Frankfurt war er ab 1924 Dozent in Mannheim und von 1925 bis 1939 zunächst nicht beamteter, außerplanmäßiger außerordentlicher Professor am Lehrstuhl für Allgemeine Betriebswirtschaftslehre mit einem Lehrauftrag für Privatwirtschaftslehre an der Universität Gießen. Von 1939 bis 1945 war er beamteter außerordentlicher Professor für Betriebswirtschaftslehre an der Universität Gießen. Zudem war er von 1925 bis 1945 Lehrbeauftragter für Betriebswirtschaftslehre an der Philipps-Universität Marburg. Bereits zum 1. April 1933 hatte Auler sich bei der NSDAP angemeldet, aber die Aufnahme wurde im November abgelehnt, zum 1. Mai 1937 erfolgte dann seine endgültige Aufnahme (Mitgliedsnummer 5.940.238). Von 1946 bis zu seiner Emeritierung 1950 hatte er einen Lehrauftrag an der Universität Frankfurt.
Auler verfasste zahlreiche Schriften zur Betriebswirtschaftslehre, insbesondere zur Kostenrechnung.

## Schriften
- Die Entwicklung der deutschen erzeugenden Lederindustrie, 1919
- Die Selbstkostenrechnung bei veränderlichem Geldwerte, 1923
- Das Pfandbriefgeschäft als Kapitalquelle der deutschen Hypothekenbanken, 1926
- Optimalkalkulation, 1933
- Organische Betriebswirtschaft, 1935
- Betriebsbuchführung, 1948, 2. Auflage 1949
- Rückstellungen, 1953
- Die Kostenrechnung. In: Karl Bott (Hrsg.): Das deutsche Kaufmannsbuch: Gemeinverständliches Lehr- und Handbuch für Kaufmannswissen und Kaufmannspraxis, 1953, S. 423–471